# Dolichopeza (Nesopeza) schmidi
Dolichopeza (Nesopeza) schmidi is een tweevleugelige uit de familie langpootmuggen (Tipulidae). De soort komt voor in het Oriëntaals gebied.